# Allodontichthys polylepis
El mexclapique escamitas (Allodontichthys polylepis), es un pez dulceacuícola endémico del estado de Jalisco. Esta especie pertenece a la familia Goodeidae, la cual está conformada por especies vivíparas, en su mayoría endémicas de México.

## Descripción
Es un pez de la familia Goodeidae del orden Cyprinodontiformes. Es un pez pequeño de cuerpo alargado y cilíndrico anteriormente, lateralmente comprimido en su parte posterior. Su coloración no es muy brillante, siendo más clara en la mitad ventral de los costados; presentan una mancha escapular oscura y prominente y de 8 a 11 barras verticales color café medio desde atrás de la aleta pectoral hasta el pedúnculo caudal. Los juveniles y las hembras tienen el dorso moteado de manera irregular. Las aletas pectorales y pélvicas son pálidas; la aleta dorsal y anal presentan una pigmentación oscura en la parte basal. Este pez alcanza una talla máxima de 50 mm de longitud patrón. Por su dentición e intestino corto se ha sugerido que tiene una dieta carnívora, alimentándose de insectos como otras especies de su género. Es un pez vivíparo, en cautiverio alcanza la madurez sexual en las tallas de 25-55 mm de longitud patrón y tiene camadas de hasta 11 crías que pueden medir entre 6 y 8 mm de longitud patrón.

## Distribución
Es una especie endémica de tres ríos del estado de Jalisco: río Potrero Grande (afluente del río Ameca), río Pola (afluente del río Atenguillo) y río Diábolos (tributario del río Pola).

## Ambiente
Habita en el fondo de ríos y arroyos a una profundidad máxima de 0.5 m, es común encontrarlos entre y bajo las rocas, en áreas de corriente y de rápidos.

## Estado de conservación
Las poblaciones del mexclapique de escama parecen estar declinando. Estudios indican que esta especie permanece únicamente en el 33% de las localidades con reportes históricos, sin embargo algunos científicos consideran que ya podría estar extinta en el medio natural. Este pez endémico se encuentra enlistado en la Norma Oficial Mexicana 059 (NOM-059-SEMARNAT-2010) como especie en Peligro de Extinción (P); aún no ha sido evaluado por la Unión Internacional para la Conservación de la Naturaleza (UICN), por lo que no se encuentra en la Lista Roja.